# Autorotacja
Autorotacja – zjawisko polegające na samoczynnym obrocie wirnika nośnego wiropłatów, np. śmigłowca czy wiatrakowca, wywołane ruchem wiropłata względem powietrza. W czasie autorotacji wirnik nośny nie ma mechanicznego połączenia z zespołem napędowym wiropłata, co jest sytuacją typową dla wiatrakowca i awaryjną dla śmigłowca.
W śmigłowcu jednokierunkowe sprzęgło pozwala głównemu wirnikowi obracać się swobodnie przy zatrzymanym silniku. Mechaniczne połączenie wirnika głównego ze śmigłem ogonowym (dotyczy śmigłowca wyposażonego w takie śmigło) jest zachowane, co zapewnia pilotowi sterowanie kierunkowe. Obracający się podczas autorotacji wirnik nośny pobiera energię od strug napływającego powietrza (pośrednio od ciężaru opadającej maszyny) bez wykorzystania napędu (silników), zapewniając lot. Pilot wiropłata w locie bezsilnikowym, dysponując sterowaniem kierunkowym, sterowaniem okresowym i sterowaniem ogólnym może wylądować autorotacyjnie. Przy autorotacji obrót wirnika głównego nie wywiera momentu obrotowego na śmigłowiec, jednakże moment reakcyjny występuje spowodowany tarciem w układzie przenoszenia napędu. 

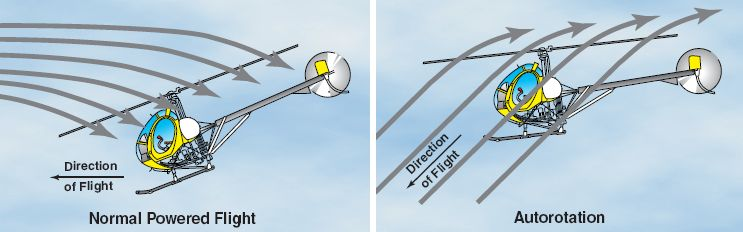
Przepływ powietrza przez wirnik śmigłowca podczas lotu normalnego i lotu z autorotacją